# Алебастрова
Алеба́строва — пасажирська зупинна залізнична платформа Лиманської дирекції Донецької залізниці.
Розташована за декілька кілометрів від с. Кліщіївка, Бахмутський район, Донецької області. Платформа розташована на лінії Лиман — Микитівка між станціями Курдюмівка (7 км) та Бахмут (9 км).
Відкрита в 1929 р. Через бойові дії рух приміських та пасажирських поїздів на даній ділянці припинено.